# Neckera capillacea
Neckera capillacea là một loài Rêu trong họ Neckeraceae. Loài này được (With.) Müll. Hal. miêu tả khoa học đầu tiên năm 1850.